# David Rockwell
Pour les articles homonymes, voir Rockwell.
David Rockwell (né en 1956 à Chicago) est un architecte et designer américain, reconnu pour son approche multidisciplinaire du design. Fondateur et CEO du Rockwell Group, entreprise qui possède des bureaux à New York, Los Angeles et Madrid. Il a dessiné de nombreux restaurants (dont très majoritairement plusieurs dizaines à New York,), mais aussi des théâtres et leurs décors, des hôtels sa spécialité, ou des aéroports ainsi que des meubles, entre autres pour Knoll l'éditeur américain. Rockwell a reçu en 2008, le National Design Awards.

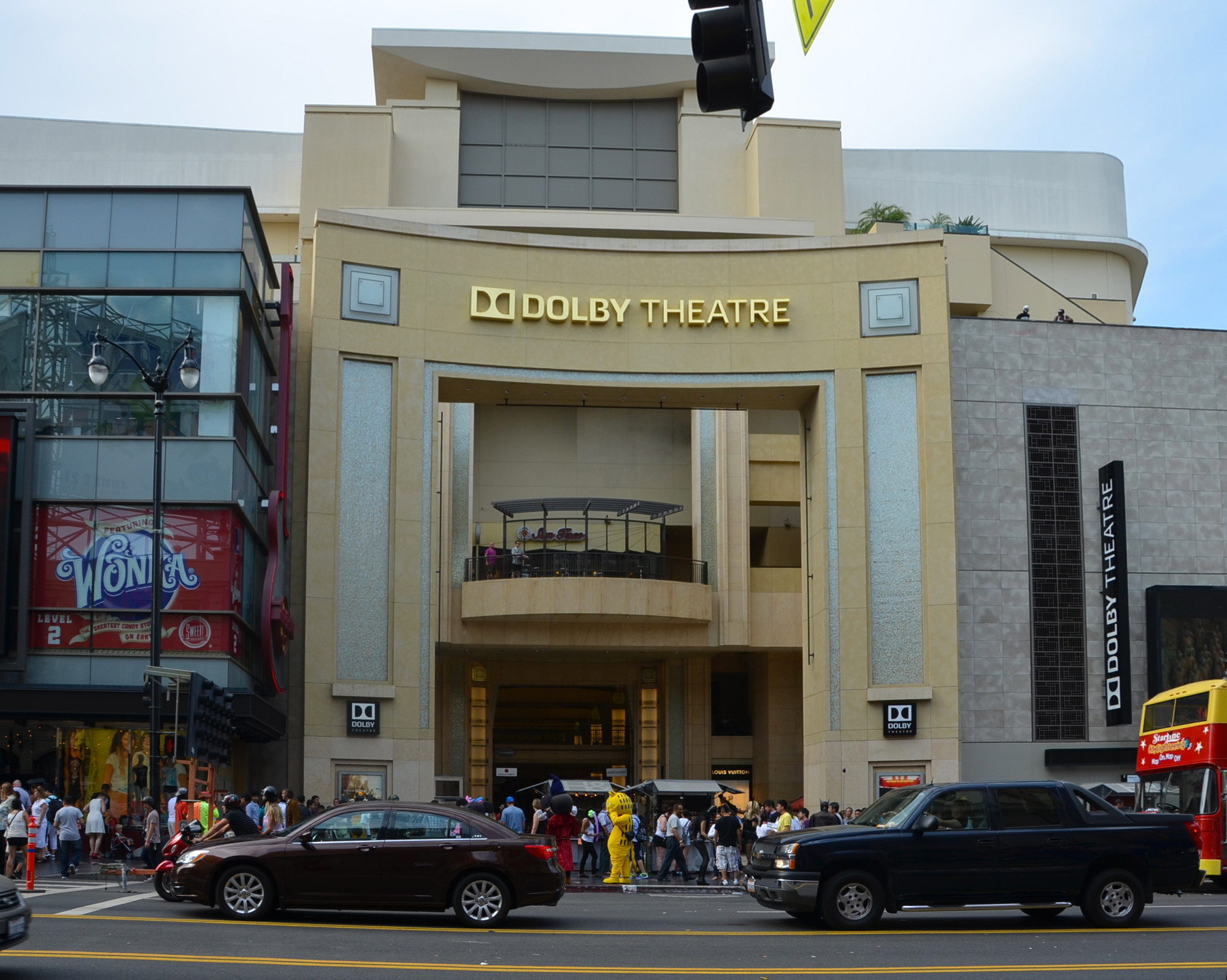
Le Théâtre Dolby

## Début et Formation
David Rockwell est né et a grandi à Chicago, ainsi qu’à Deal et à Guadalajara, au Mexique. Son enfance a été marquée par un environnement riche en théâtre et en spectacles, influencé par sa mère, qui exerçait en tant que danseuse, ce qui a nourri sa passion pour le théâtre et les arts visuels. Il a obtenu un baccalauréat en architecture à l’université de Syracuse, avant de poursuivre ses études à l’Association architecturale de Londres.

## Carrière
En 1984, David Rockwell fonde le Rockwell Group. Il s'agit d'un cabinet d'architecture et de design basé à New York, avec des bureaux satellites à Los Angeles et à Madrid. La firme se spécialise dans des domaines variés tels que la restauration, le théâtre, l'hôtellerie et des projets de santé, éducation et décor.

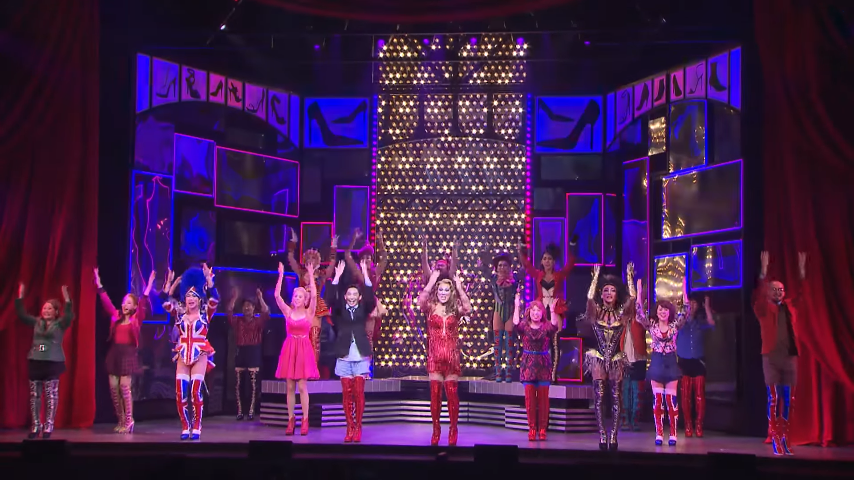
Décor de la comédie musicale, Kinky Boots

Fortement influencé par le théâtre, au long de sa carrière, Rockwell a réalisé le décor de certaines comédies musicales, comme notamment Kinky Boots ou encore Hairspray , ainsi que la conception du Théâtre Dolby à Hollywood. Il a également conçu des nombreux hôtels de luxe, restaurants, et espaces emblématiques.
Tout au long de sa carrière, il a reçu de nombreux prix, dont le National Design Award du Cooper Hewitt Museum en 2008, et des Tony Awards pour la meilleure scénographie des comédies Hairspray et Kinky Boots, entre autres .

## Projets & Set Design
- Restaurant Chefs Club Food & Wine (New York)
- Théâtre Dolby (Los Angeles)
- Chambers Hotel (New York)
- W Hotels
- Aloft Hotels
- Starwoord Hotel & Resort
- 81st Academy Awards Ceremony
- Canyon Ranch Miami Beach
- Casinos of the Earth
- JetBlue terminal à l’aeroport international de John. Kennedy
- Restaurants Nobu
- Gordon Ramsay’s Maze [5]